# 林昌寺 (春日井市林島町)
林昌寺（りんしょうじ）は、愛知県春日井市林島町にある臨済宗妙心寺派の寺院である。

## 歴史
臨済宗妙心寺派瑞雲寺末、薬師山林昌寺と呼ぶ。創建年月は不明であるが、慶安2年（1649年）荊洲和尚が再び盛んにしたと伝えられている。本尊は十一面観世音菩薩である。境内には薬師堂があり、安産薬師如来（厨子内秘仏）が安置されている。命日は旧10月8日で、御開帳は50年ごとといわれる。妊婦の安産祈願をするために下市場・堀之内・熊野・神領あたりから多くの人が来る。
林昌寺には観音堂が薬師堂に併設されている。観音堂は大正年間に小木田町の梶田銀三郎より寄進されたものであり、いずれも長年の風雪に耐えてきたが、1970年 (昭和45年) に日進和尚が住職の代に改築工事が行われ現在の形となった。また、本堂も1983年 (昭和58年) に立て直され、2009年 (平成21年) の改修を経て現在に至る。
1950年 (昭和30年) に県文化財に指定された梵鐘がある。室町時代の延徳元年（1489年）に造られたもので名古屋市の熱田神宮にあり、天正年間（1573年 - 1589年）に織田信雄が父である信長の大法会を清州の総見寺で行った際に熱田神宮から織田家がこの鐘を没収し、総見寺に納めたものと伝えられている。

## 境内
- 薬師堂[2][3][1]
- 梵鐘[2][3][5][6][1]
- 高貝用水路開設の功労者高貝重兵衛[2]
- 大クスノキ[1]
- お稲荷さん[1]

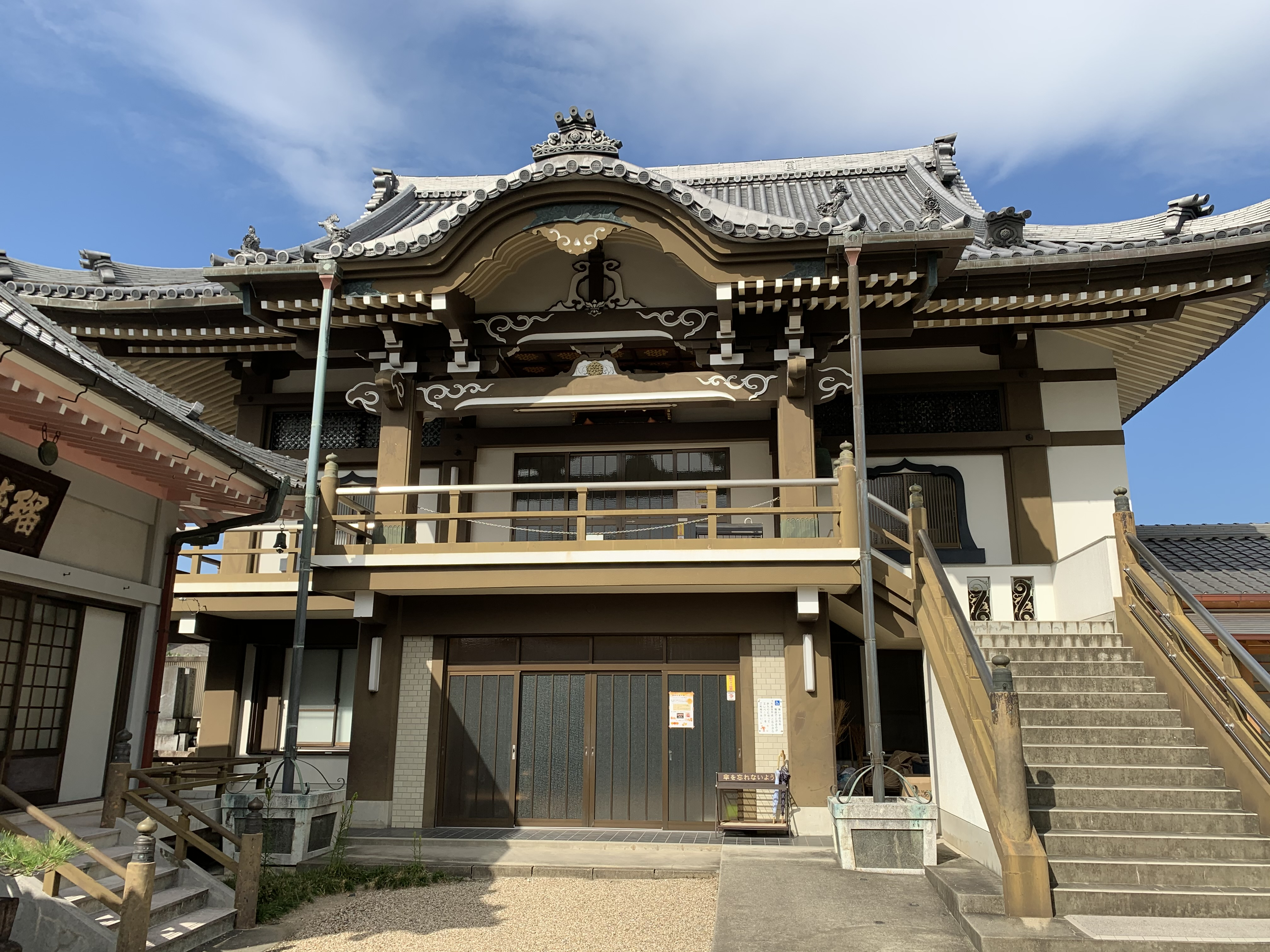
本堂
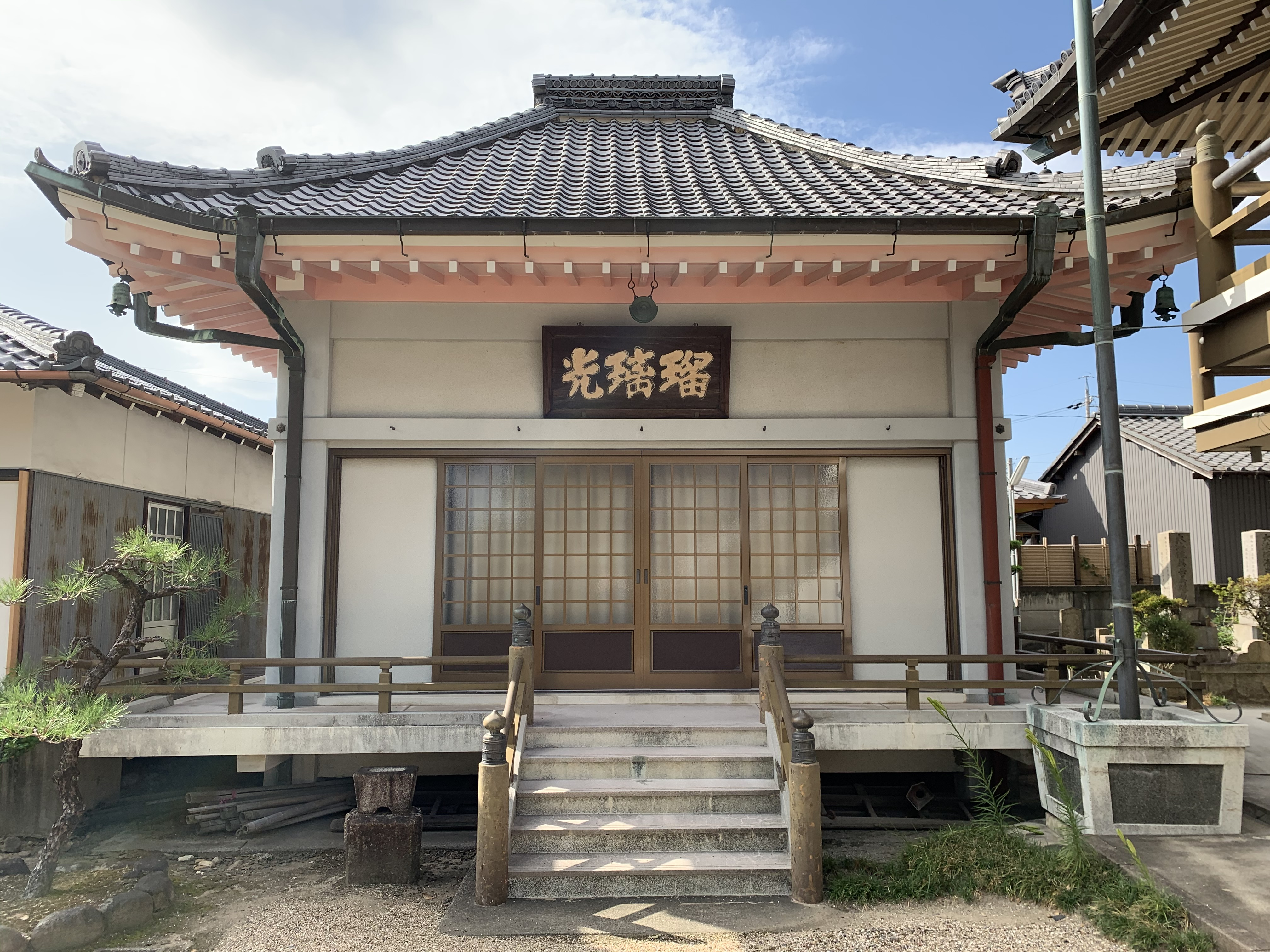
薬師堂
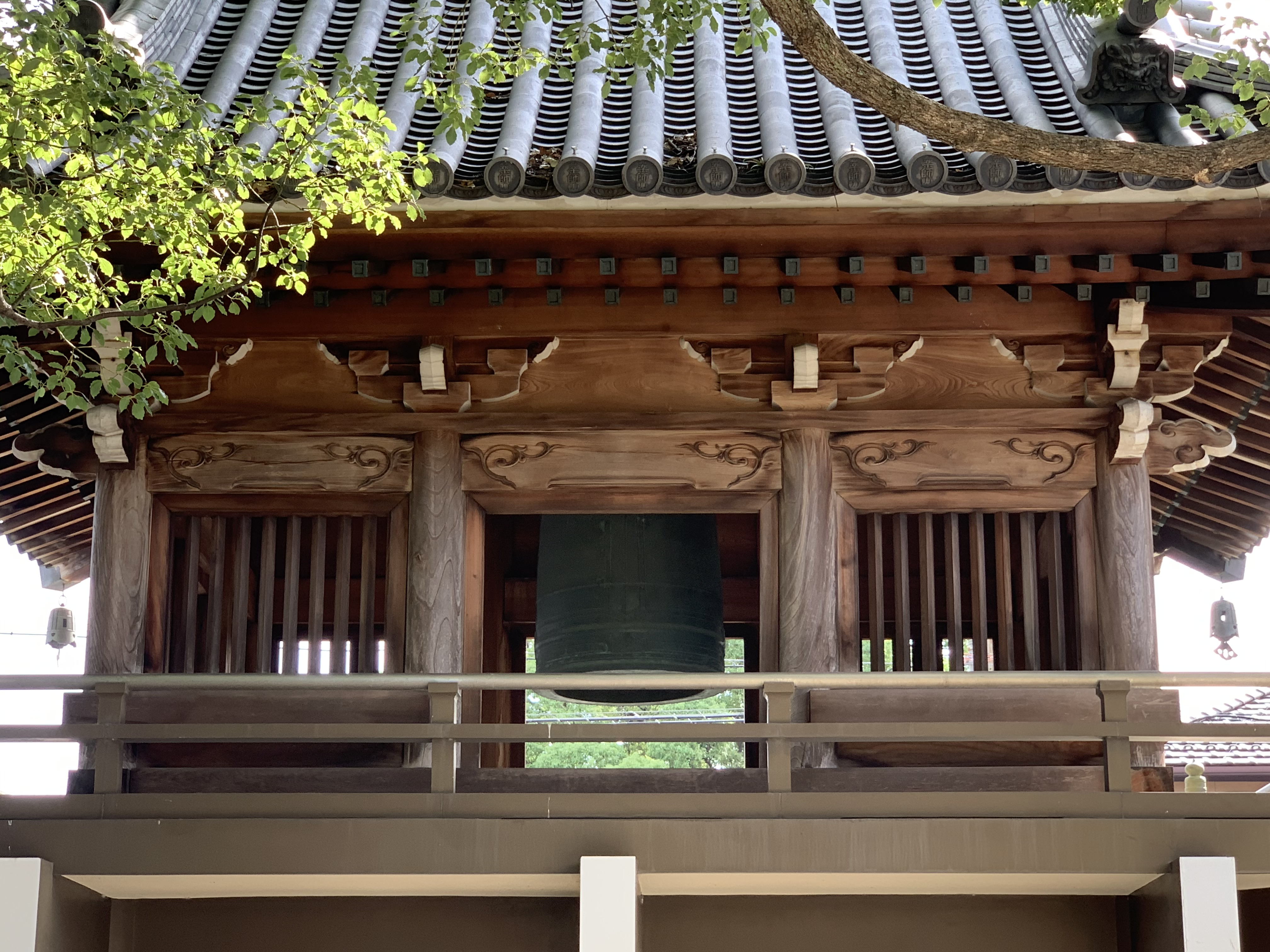
梵鐘
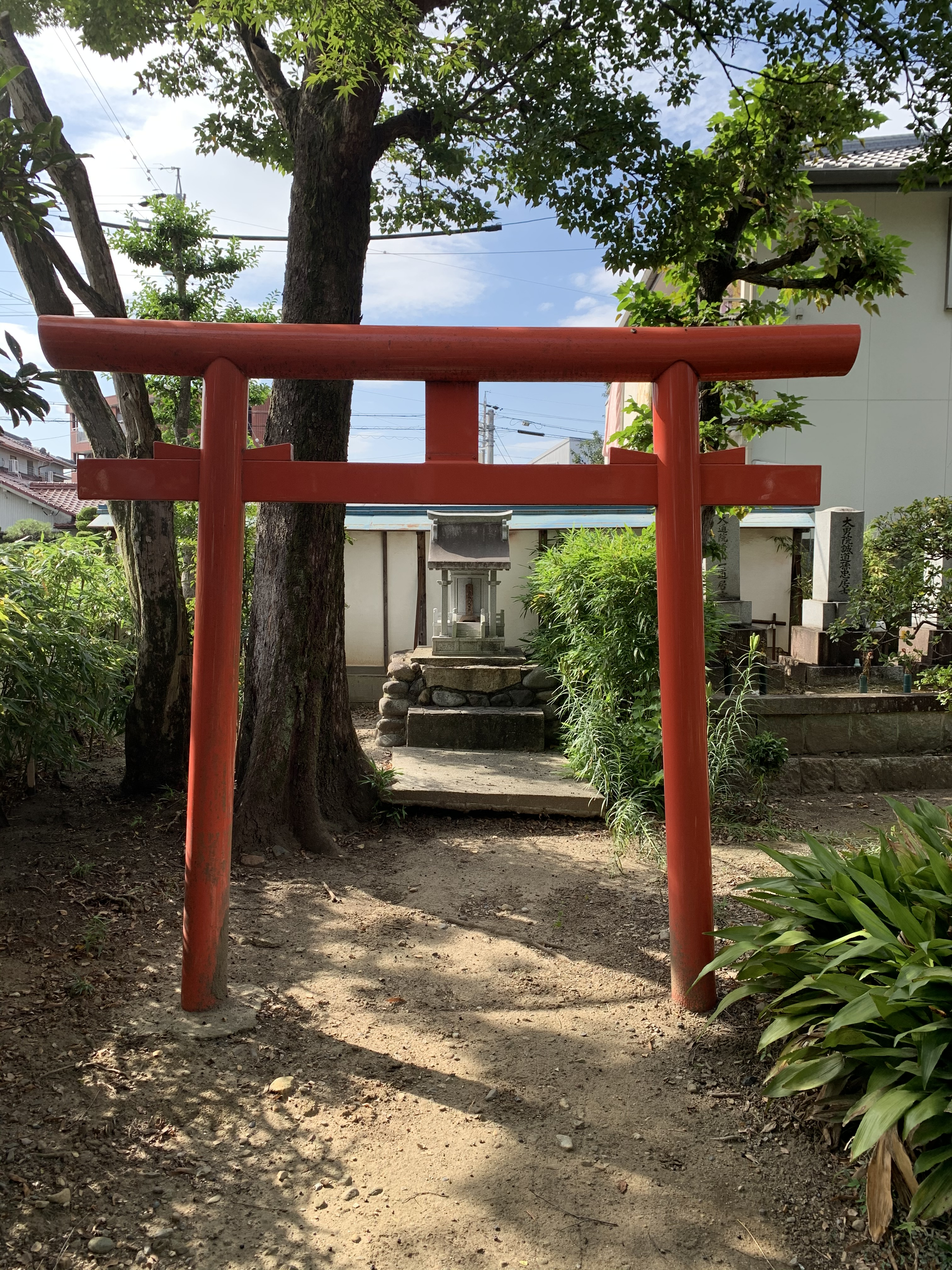
お稲荷さん
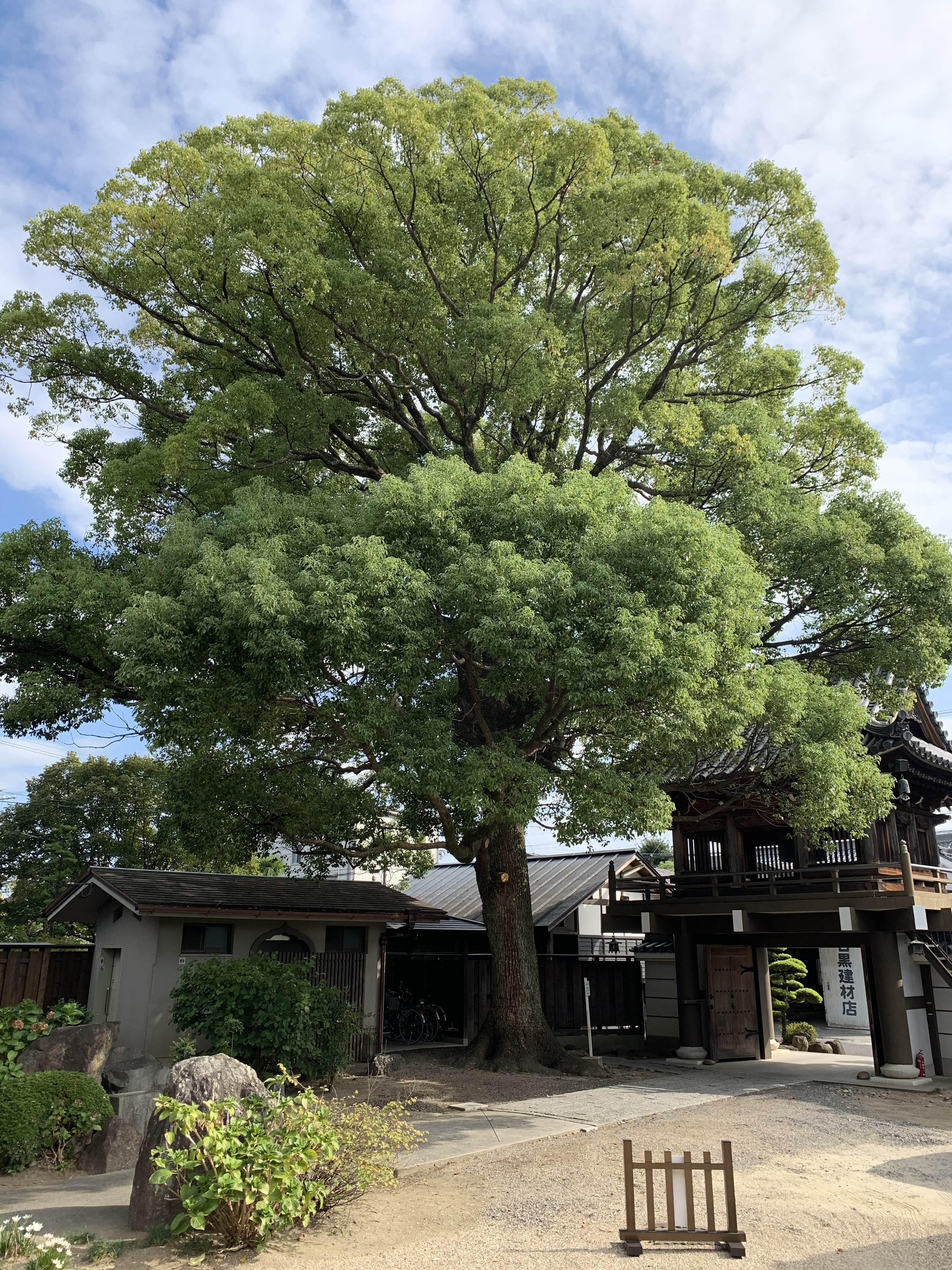
大クスノキ
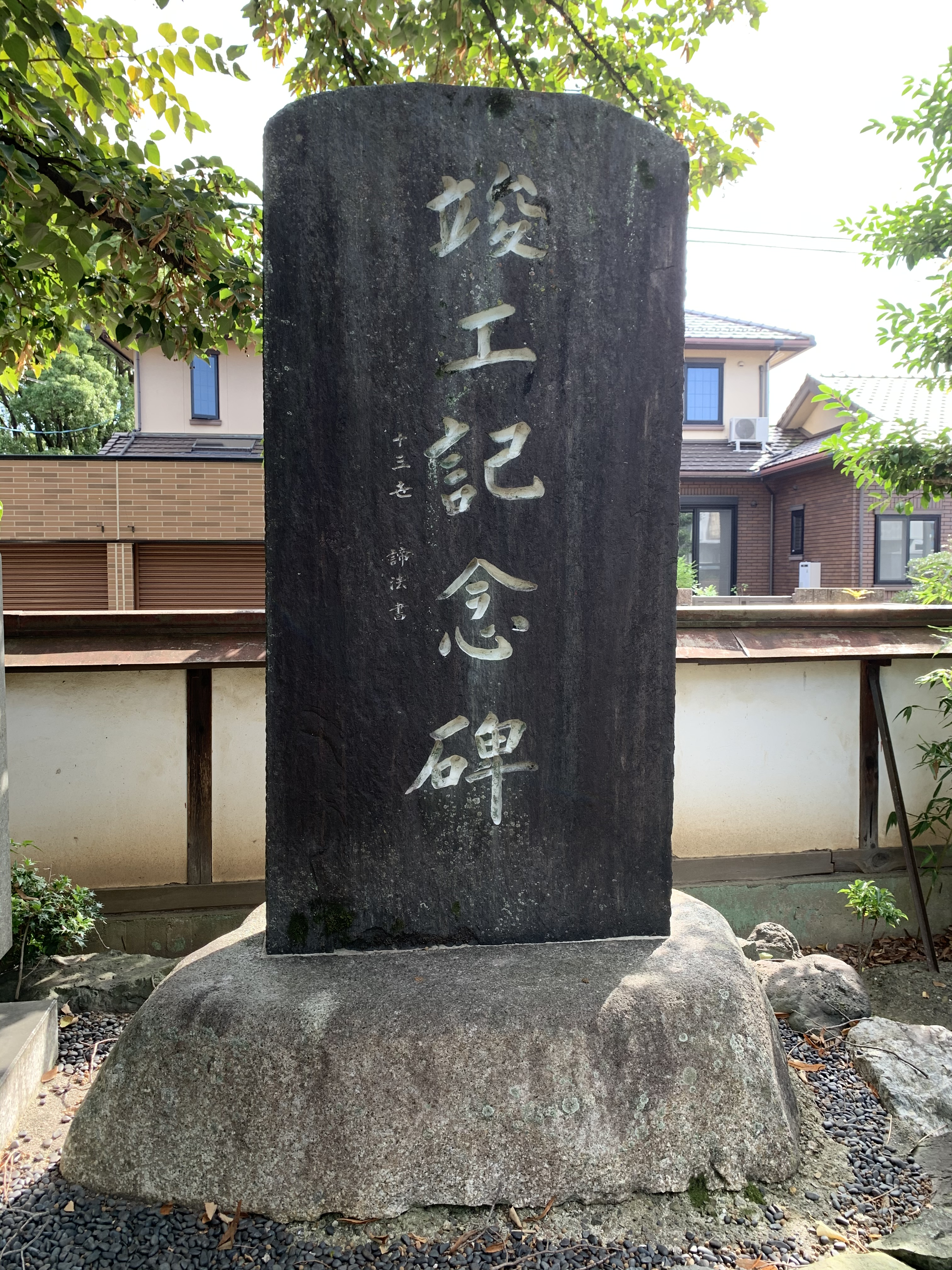
記念碑
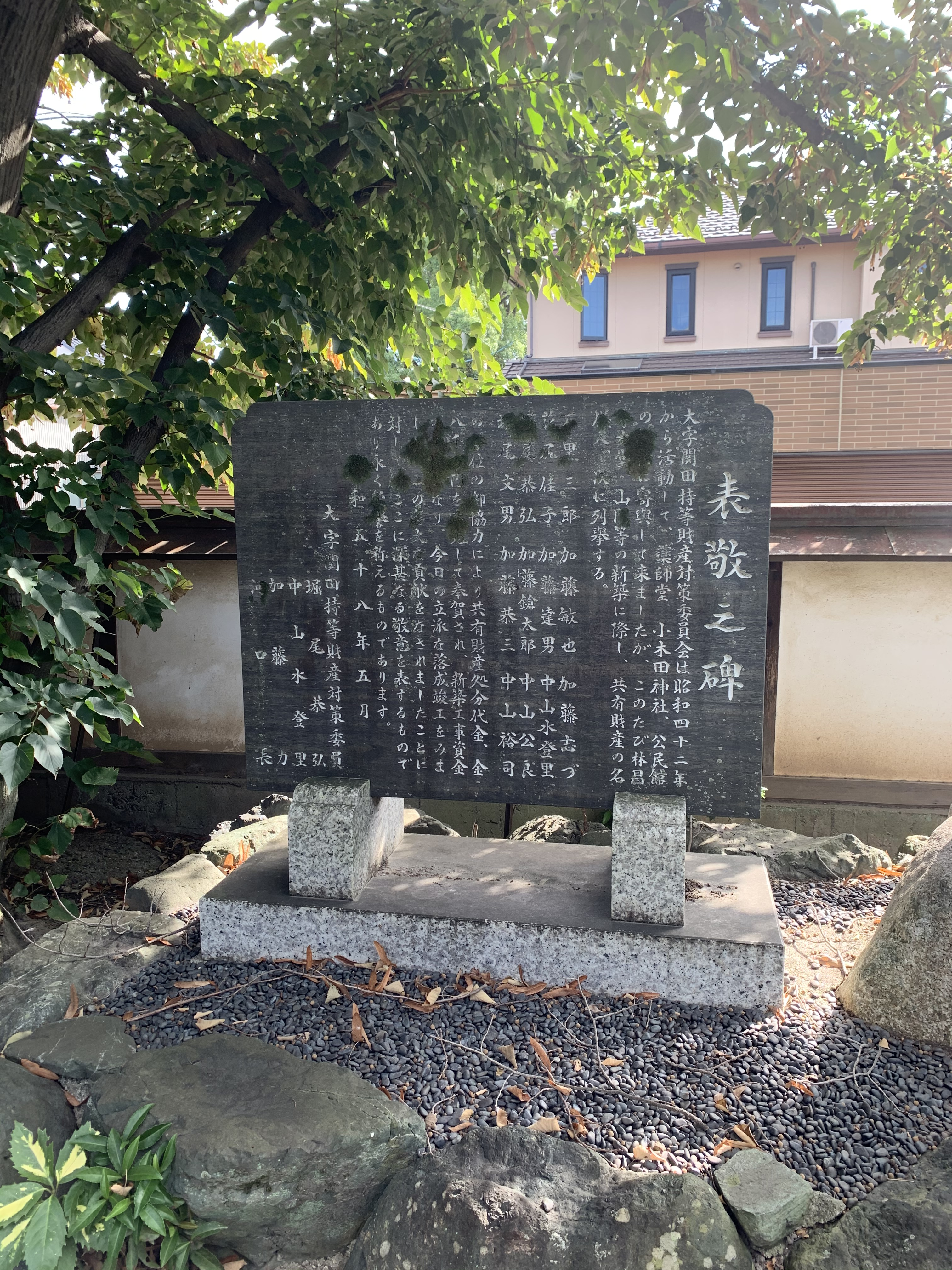
表敬之碑
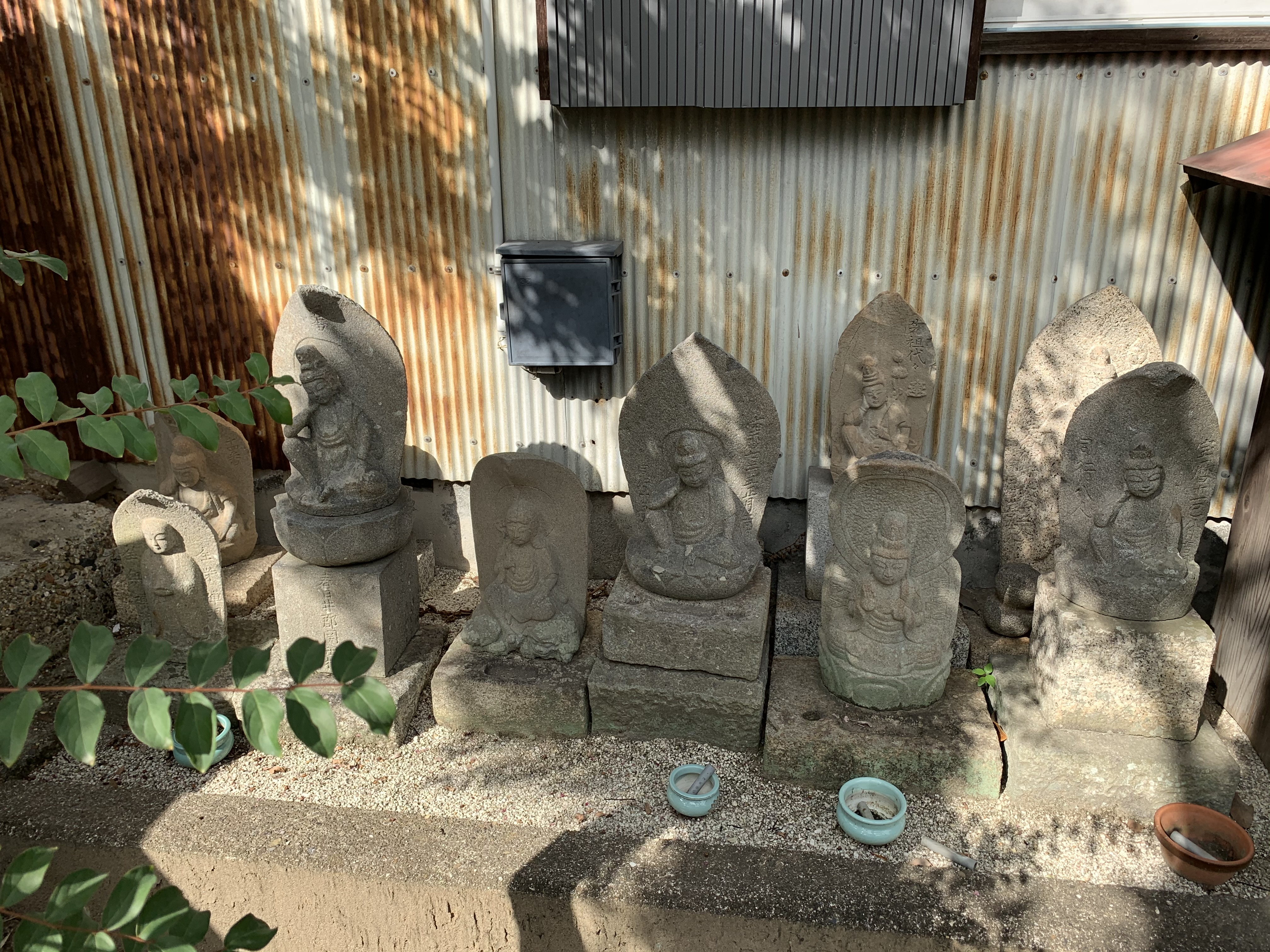
地蔵
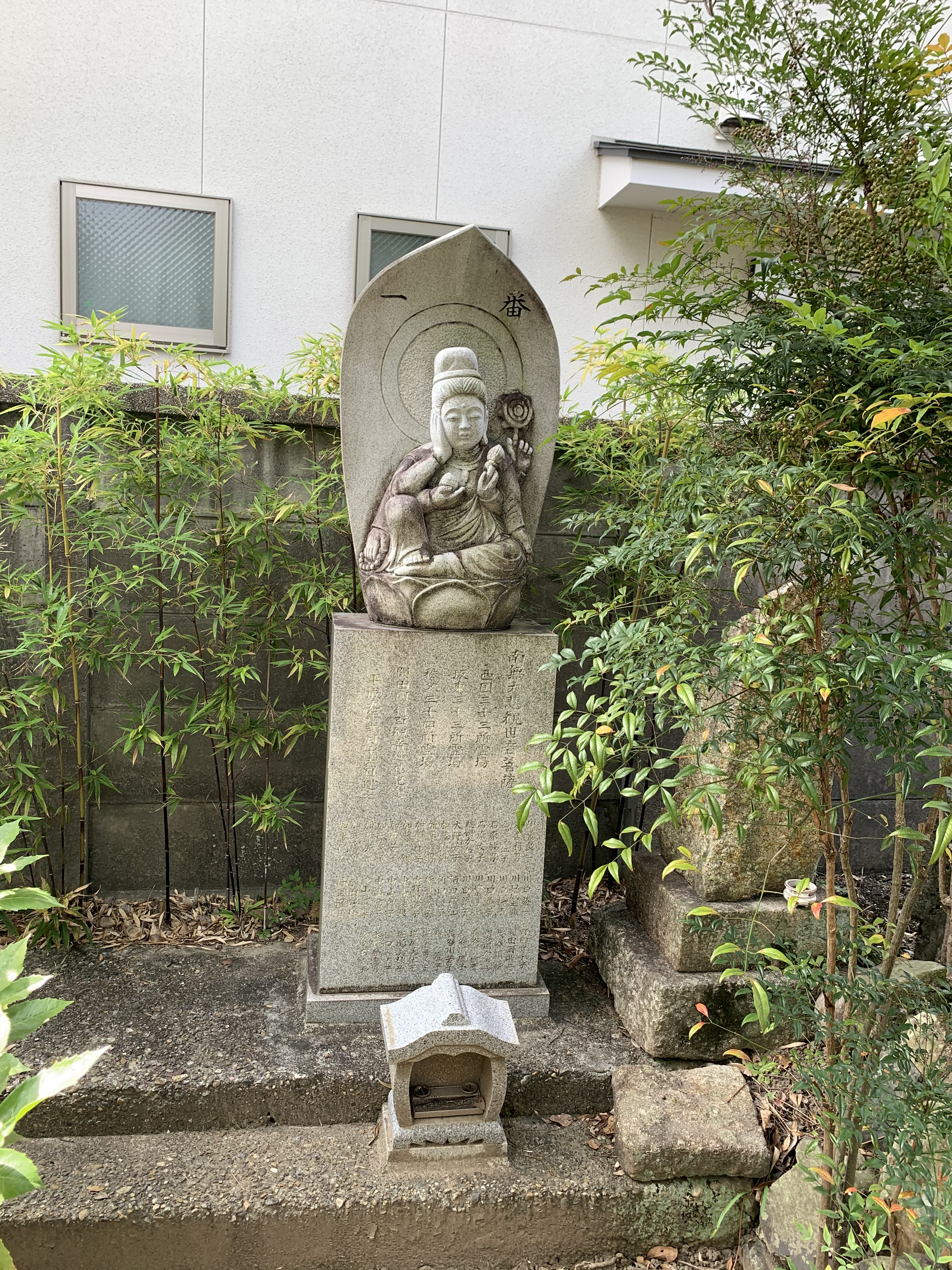
地蔵
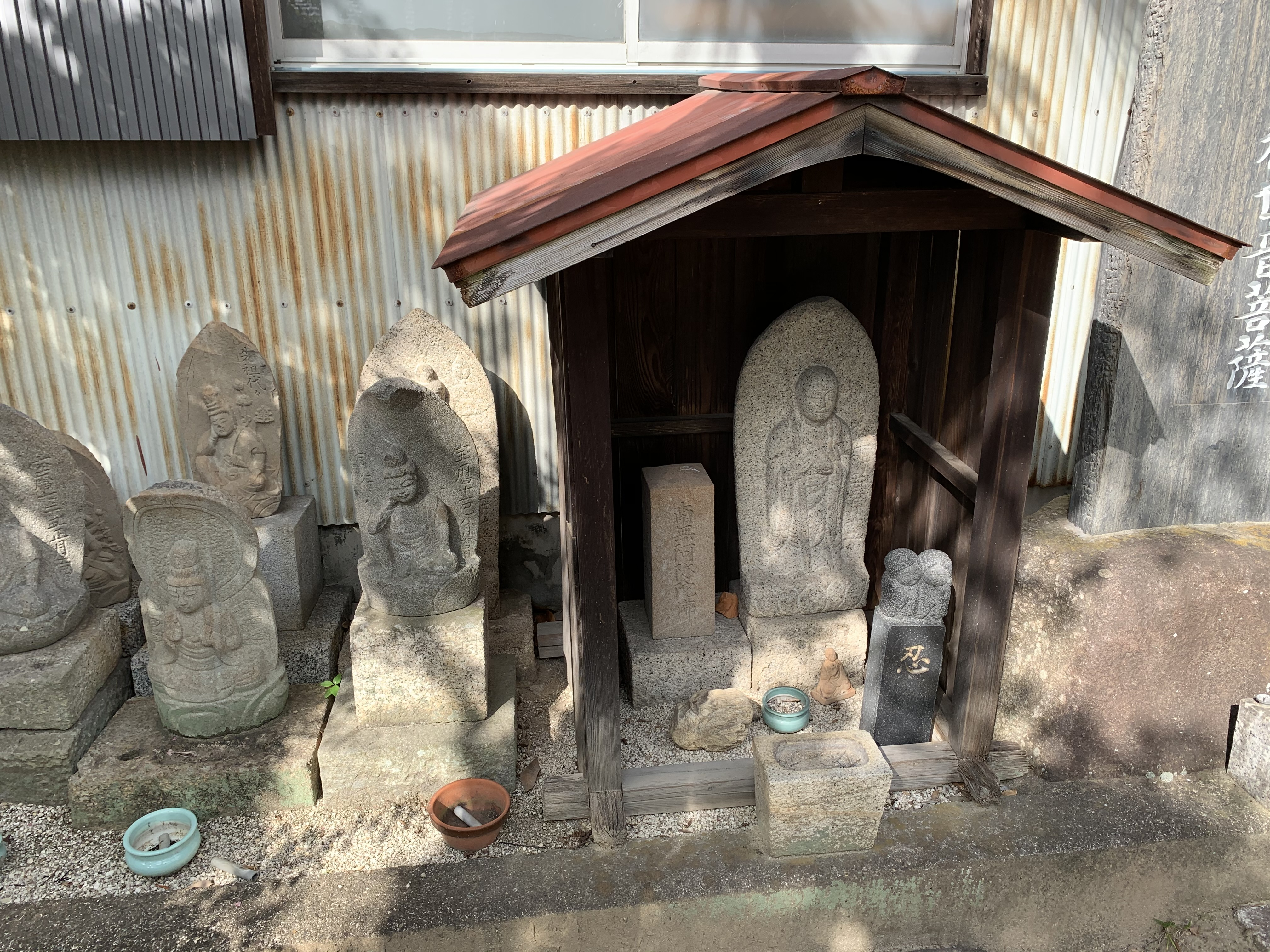
地蔵

## 県文化財
- 梵鐘[2][3][5][6]

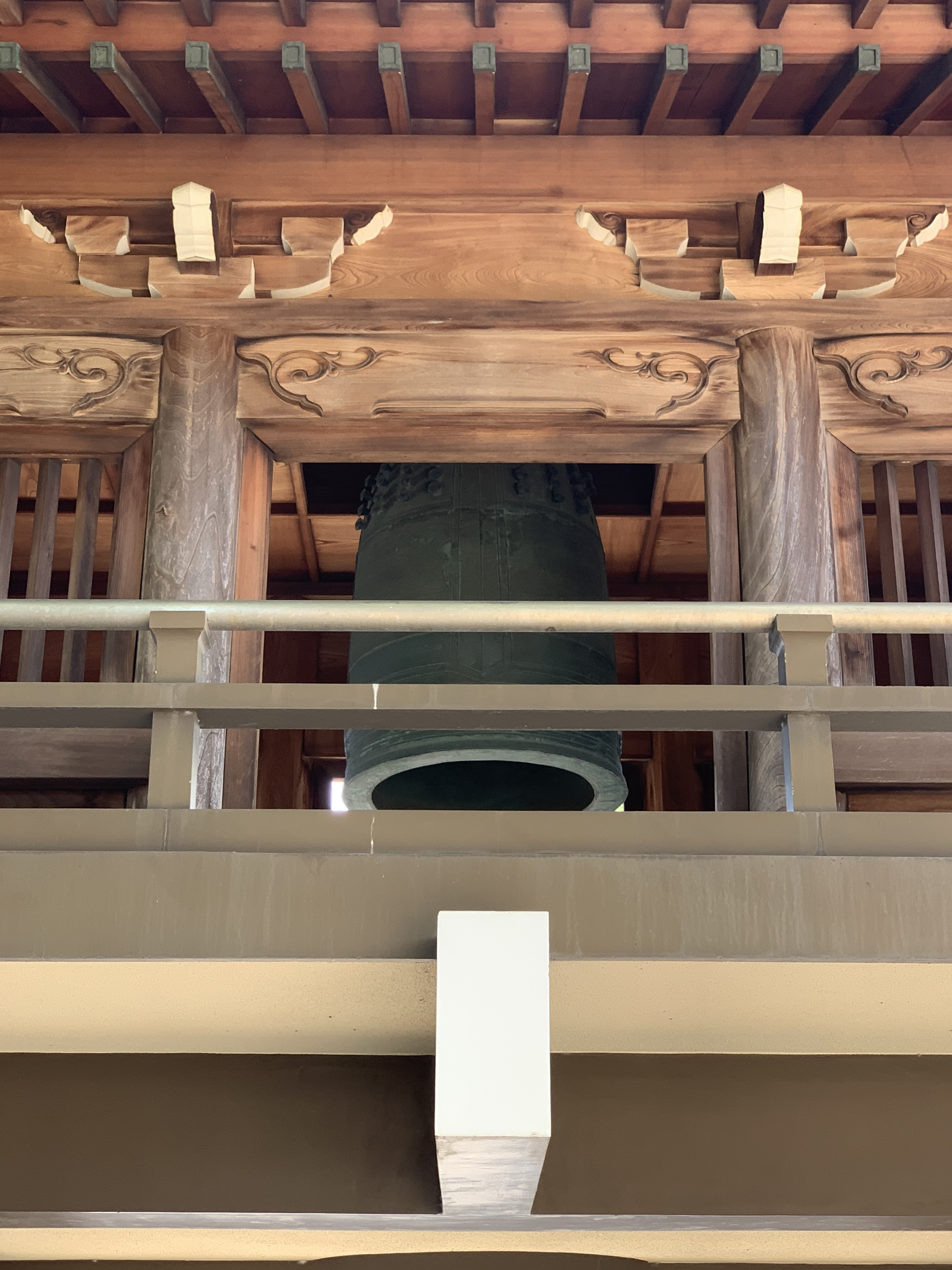
梵鐘

## イベント
- 大般若会（ご祈祷）　1月20日
- 地蔵盆　7月24日
- 盆施餓鬼会　8月7日
- 除夜の鐘　12月31日

## 所在地
- 愛知県春日井市林島町105[1]

## アクセス

### 公共交通機関
- 鉄道：JR中央本線 春日井駅より徒歩で約13分[1]。
- バス：かすがいシティバス東環状線「林島町」バス停より徒歩で約1分[1]。

### 自動車
- 車：東名高速道路 春日井ICより約8分、第一駐車場は8台、第二駐車場は7台[1]。